# Il·lustre Col·legi d'Advocats de Mataró
L'Il·lustre Col·legi d'Advocats de Mataró és una corporació fundada el 1867 que agrupa els advocats de Mataró i el seu partit judicial. Exerceix les funcions característiques de representació i defensa dels interessos del col·lectiu, a més de fomentar la formació jurídica i a la prestació de serveis als col·legiats.
El 2017 va signar un conveni amb l'Ajuntament de Mataró per fer actuacions conjuntes amb l'objectiu d'acostar la justícia al ciutadà. El compromís també incorporava treballar per convertir Mataró en la capital de la justícia del Maresme a través d'una comissió de representació. Va signar un altre conveni amb la Creu Roja per millorar les condicions dels col·lectius socialment més desfavorits. També el 2017 se li va concedir la Creu de Sant Jordi en el 150è aniversari.